# Голушко Микола Михайлович
Мико́ла Миха́йлович Голу́шко (21 червня 1937, Андрієвка, Казахстан — 10 серпня 2025) — останній голова Комітету державної безпеки Української РСР. Генерал-полковник, в. о. Голови Служби національної безпеки України (20 вересня 1991 — 6 листопада 1991). 
Член ЦК КПУ у 1990 — 1991 р. Депутат Верховної Ради УРСР 11-го скликання (у 1987—1990 роках). Депутат Верховної Ради СРСР 11-го скликання (у 1988—1989 роках). Народний депутат СРСР у 1989—1991 роках.

## Життєпис
Народився 21 червня 1937 в українській родині (с. Андрієвка Рузаєвського району Кокчетавської області Казахстан) на Сірому Клину. Сім'я походила з території сучасної Кіровоградської області.
Закінчив юридичний факультет Томського державного університету ім. В. В. Куйбишева (1959).
У вересні 1959 — травні 1961 року — слідчий прокуратури Центрального району міста Кемерово. У травні 1961 — березні 1963 року — старший слідчий Кемеровської обласної прокуратури. Член КПРС у 1963—1991 рр.
З березня 1963 року — співробітник органів державної безпеки СРСР. У 1963—1971 роках — оперуповноважений, старший оперуповноважений, заступник начальника 1-го відділення 2-го відділу Управління КДБ при РМ СРСР по Кемеровській області. У квітні 1971 — лютому 1974 року — начальник 1-го відділення, згодом — заступник начальника 5-го відділу УКДБ при РМ СРСР по Кемеровській області.
У 1974—1987 роках — співробітник центрального апарату КДБ при РМ СРСР (з липня 1978 року — КДБ СРСР).
З березня 1976 року — заступник начальника, начальник 2-го відділу 5-го Управління КДБ СРСР.
У квітні 1983 — травні 1984 року — заступник начальника 5-го Управління КДБ СРСР.
З 1984 року — 1-й заступник начальника Секретаріату, начальник чергової служби КДБ СРСР.
З 25 травня 1987 року — голова Комітету державної безпеки (КДБ) Української РСР.
Відповідно до постанови Верховної Ради України від 20 вересня 1991 р. «Про створення Служби національної безпеки України» був призначений виконуючим обов'язки голови СНБ України.

### Повернення до Росії
У листопаді 1991 р. відряджений у розпорядження Міжреспубліканської служби безпеки СРСР, де отримав нове призначення — начальник Секретаріату. За деякими даними вивіз частину фондів КДБ УРСР до Російської Федерації.
Наприкінці 1991 року — заступник міністра безпеки Російської Федерації. Одночасно очолив Службу зовнішньої розвідки РФ.
З вересня по грудень 1993 року — міністр безпеки РФ.
У грудні 1993 — лютому 1994 року — директор Федеральної служби контррозвідки РФ.
Позаштатний консультант президента РФ Володимира Путіна у 2000—2005 рр.

## Нагороди
Нагороджений орденом «Знак Пошани» (1977 р.), знаком «Почесний співробітник держбезпеки» (1979 р.), орденом Червової Зірки (1982 р.), орденом Трудового Червоного Прапора (1987 р.), медаллю «За бездоганну службу» 1-3 ступенів (1973, 1978, 1983 рр.).

## Джерело
- https://web.archive.org/web/20160304185931/http://memorial.kiev.ua/zhurnal/pdf/02_2001/429.pdf Журнал «З архівів ВУЧК-ГПУ-НКВД-КГБ»